# Rook (cykl)
Rook – cykl horrorów, napisany przez Grahama Mastertona.
Cykl opisuje przygody Jima Rooka – nauczyciela języka angielskiego i przedmiotów specjalnych w West Grove Community College w Los Angeles. Bohater cyklu w kolejnych częściach musi zmierzyć się z kapłanem voodoo Umberem Jonesem, indiańskim demonem Coyote, zjawą stworzoną z ludzkiego strachu, duchem ratującym ludzi na Alasce, wodną zjawą zabijającą jego uczniów i diabłem, który spala ludzi.
Cykl obejmuje 8 powieści:
- 1997 – Rook (Rook)
- 1997 – Kły i pazury (Tooth and Claw)
- 1998 – Strach (The Terror)
- 1999 – Demon zimna (Snowman)
- 2001 – Syrena (Swimmer)
- 2004 – Ciemnia (Darkroom)
- 2010 – Złodziej dusz (Demon's Door)
- 2012 – Ogród zła (Garden of Evil)